# Joey Tempest
Joey Tempest, s pravim imenom Rolf Magnus Joakim Larsson, švedski glasbenik, * 19. avgust 1963, Stockholm.
Je pevec, ustanovni član in avtor večine pesmi švedske rock zasedbe Europe. Je avtor vseh največjih uspešnic skupine, med katerimi so »The final countdown«, »Rock the night« in »Superstitious«.

## Zgodnja leta
Preden se je uveljavil pod umetniškim imenom Joey Tempest, se je Joakim Larsson uril v igranju kitare in klavirja, igral nogomet in hokej ter tekmoval v kartingu. Njegov največji uspeh v tem športu je bilo četrto mesto na mladinskem državnem prvenstvu Švedske.
Odraščal je v kraju Upplands-Väsby blizu Stockholma, v isti soseski kot tudi večina preostalih članov skupine Europe. Po vzoru skupin Thin Lizzy in Led Zeppelin se je v najstniških letih tudi sam pridružil nekaterim zasedbam, v katerih je igral kitaro ali bas in pel.

## Europe
Leta 1979 je skupaj s kitaristom Johnom Norumom, bobnarjem Tonyjem Renom in basistom Petrom Olssonom ustanovil skupino Force, ki je kmalu pridobila ugled in poslušalce v okoliških krajih.
Leta 1982 je skupina spremenila ime v Europe in zmagala na tekmovanju mladih glasbenih talentov Rock SM. Za nagrado so si prislužili pogodbo za snemanje prvenca pri založbi Hot Records.
Skupina Europe je med letoma 1983 in 1991 izdala pet albumov; Joey Tempest je na vseh sodeloval kot pevec, frontman skupine in večinski avtor glasbe in besedil.
V letu 1992 se je skupina odločila za premor in ni več nastopila skupaj vse do milenijskega koncerta na silvestrski večer leta 1999/2000.

## Samostojna pot
Leta 1995 je Joey Tempest izdal svoj prvi samostojni studijski album A place to call home. Posnet je bil delno v Stockholmu, delno v Londonu. Poleg vokala je Tempest zanj prispeval tudi kitare zavse pesmi, razen ene, pri kateri je sodeloval   john Norum, njegov  tesni prijatelj in sočlan skupine Europe. A place to call home je bila na Švedskem prodana v platinasti nakladi, dober odziv pa je dobil tudi na tujem. Pesem »We come alive« s tega albuma je dočakala tudi slovensko priredbo; pod naslovom »In grem naprej« jo je na eni svojih plošč izdal glasbenik Dadi Daz.
Še istega leta se je Joey Tempest podal na svojo prvo samostojno turnejo po Evropi, leto dni kasneje pa bil nominiran za grammyja v kategoriji »najuspešnejši švedski glasbenik«.
Njegov drugi album Azalea place je izšel leta 1997 Snemal ga je v Nashvillu v ZDA. Za razliko od prvega albuma, za katerega je vso glasbo spisal sam, je tokrat k soavtorstvu povabil tudi druge umetnike, kot sta Will Jennings in Chris Difford iz skupine Squeeze. Azalea Place je zato zelo raznolik album; ker je glasba zanj nastajala v snemalnem studiu, je tudi poln improvizacije in eksperimentiranja.
Plošča je bila na Švedskem prodana v zlati nakladi, prvi singl »The Match« pa je postal največkrat predvajana skladba na švedskih radijskih postajah. Na plošči je izdana tudi pesem »Running with a dream«, ki jo je Tempest odpel v duetu z nemško operno pevko Anno Mario Kaufmann in ki je kasneje postala uradna pesem nemške reprezentance na SP v nogometu v Franciji.
V istem letu je sodeloval še v projektu »Philharmonia« Mikea Batta; za to priložnost je priredil  uspešnico Brucea Springsteena »Born To Run«.
Jeseni leta 2002 je Joey Tempest izdal svojo tretjo samostojno ploščo, Joey Tempest. Pri snemanju sta sodelovala tudi nekdanji član skupine Europe Mic Michaelli in britanski kitarist Adam Lamprell. Posnetje bil v Stockholmu in Londonu. Večji del pesmi na njem nosi utrip Londona, kjer Tempest živi in dela, nekateri teksti pa so še vedno prežeti z domotožjem in občutji teže privajanja na življenje v tujini.
Od leta 2003 dalje znova deluje skupina Europe v stari postavi. Joey Tempest deluje v njej kot pevec, frontman in avtor pesmi; od ponovne združitve pa do danes je skupina izdala pet studijskih plošč.

## Glasbena kariera
Na prvih dveh albumih skupine Europe - Europe leta 1982 in Wings of tomorrow leta 1986 je Joey Tempest odigral tudi klaviature; v aprilu leta 1984 je skupina vzela medse novega člana, Mica Michaelija. Uspešnica »The final countdown« je bila zasnovana nekaj let pred tem, kot akord na klaviaturi, ki si jo je od Michaelija izposodil Tempest. Leta 1985 sta prav ta dva glasbenika na vaji skupaj napisala uspešno balado »Carrie«. Kasneje istega leta je Tempest ustvaril soundtrack za film On the Loose in bil avtor pesmi »Give a helping hand«, ki je v imenu dobrodelnosti združila vse zvezde švedske rock scene v projektu »Swedish Metal Aid.«
Leta 1986 je poleg snemanja najuspešnejšega albuma skupine Europe The final countdown sodeloval še pri nastanku in produkciji albuma One of a kind Tone Norum, mlajše sestre Johna Noruma.
Leta 1988 je izšel album skupine Europe Out of this world. V letu 1992 je poleg snemanja plošče Prisoners in paradise z Europe, z Johnom Norumom posnel single »We will be strong« za Norumov album Face the truth.'  Takrat je z Norumom sodeloval prvič po letu 1986, ko je ta zapustil skupino Europe.
Medtem, ko je bilo delovanje skupine Europe v mirovanju, je Tempest posnel tri samostojne albume,
A place to call home leta 1995, Azalea place leta 1997 in Joey Tempest leta 2002.
Po ponovni združitvi z Europe v stari postavi z Johnom Norumom na kitari je leta 2004 luč sveta ugledal album Start from the dark, sledili so mu Secret Society leta 2006, Last look at eden leta 2009, Bag of bones leta 2012, War of Kings leta 2015 in "Walk the Earth" leta 2017.

## Zasebno življenje
Joey Tempest trenutno živi v Londonu z ženo Liso Worthington Larsson in sinovoma Jamesom in Jackom. Na družabnih omrežjih nima osebnih profilov, občudovalcem se oglaša izključno preko uradnih strani skupine Europe.

## Diskografija

### Europe
- Europe (1983)
- Wings of Tomorrow (1984)
- The Final Countdown (1986)
- Out of This World (1988)
- Prisoners in Paradise (1991)
- Start from the Dark (2004)
- Secret Society (2006)
- Last Look at Eden (2009)
- Bag of Bones (2012)
- War of Kings (2015)
- Walk the Earth (2017)

### Solo albumi
- A Place to Call Home (1995)
- Azalea Place (1997)
- Joey Tempest (2002)

1. ↑  Discogs — 2000.